# Phare d'El Estacio
Le phare de El Estacio est un phare situé à La Manga, sur un promontoire à l'entrée de la Gola del Estacio qui est un chenal entre la Mar Menor et la mer Méditerranée, dans la région de Murcie en Espagne.
Il est géré par l'autorité portuaire de Carthagène .

## Histoire
En 1861, la construction de ce phare de 6ème ordre à El Estacio a été approuvé par l'arrêté royal du 22 mai 1861. Les matériaux de démolition de la Torre de San Miguel ont servi à sa construction. Ce premier phare, ouvert en 1862, a finalement été démoli et remplacé par la tour actuelle.
Le bâtiment est une tour cylindrique de 29 m de haut, avec double galerie et lanterne, peinte en blanc avec 4 bandes horizontales blanches. Il est électrifié et totalement automatisé depuis sa mise en service en 1976.
Identifiant : ARLHS : SPA088 ; ES-23950 - Amirauté : E0140 - NGA : 4624 .